# 太陽にほえろ!のエピソード一覧 (1974年9月 - 1976年9月)
太陽にほえろ!のエピソード一覧（たいようにほえろ!のエピソードいちらん）は日本テレビ系列で放送された『太陽にほえろ!』シリーズの放送タイトルである。ここでは全718話のうち、1974年9月6日から1976年9月3日までに放送された第112話から第216話までを記述する。
本記事以外のエピソードについては太陽にほえろ!#放送リストのリンクを参照。

## テキサス刑事編
| 話数    | 放送日        | サブタイトル                     | 脚本                       | 監督     | ゲスト |
| ------- | ------------- | -------------------------------- | -------------------------- | -------- | --- |
| 第112話 | 1974年 9月6日 | テキサス刑事登場                 | 小川英 四十物光男          | 竹林進   | 永井久美：青木英美 田崎巡査：高城淳一 滝村光二：中庸介、情報屋：大村千吉 上田夫人：松風はる美、トム：ライナ・ゲスマン、葛巻運彦 加村赳雄、土田里美、中央警察病院看護婦：森愛、佐藤明美、夏川圭 |
| 第113話 | 9月13日       | 虫けら                           | 鎌田敏夫                   | 竹林進   | 永井久美：青木英美 西山署長：平田昭彦 高森和江：高樹蓉子、医師：山田禅二 野村光絵、川崎公明、木島進介 高森：加藤嘉 |
| 第114話 | 9月20日       | 男の斗い                         | 柏倉敏之                   | 斎藤光正 | 永井久美：青木英美 城所信吉：花沢徳衛 山村高子：町田祥子、城所千江：服部妙子 小宮商事重役：中山昭二、三島史郎 中光海運倉庫社員：石山克己、石川敏／山本純一、西沢恒男：みやけみつる、小坂生男 |
| 第115話 | 9月27日       | 一枚の名刺                       | 小川英 大川タケシ          | 竹林進   | 牛島警部：早川保 橋爪家の元家政婦：倉野章子／板橋敏彦：平野康、与田分章二：鮎川浩 文栄堂店主：向井淳一郎、草間璋夫／原田信一：桜井克明、サラリーマン風の男：永谷悟一、星沢ミキ：林靖子 安西次郎：松坂雅治、加藤茂雄、検事：鈴木治夫、与田分夫人：竜のり子 |
| 第116話 | 10月4日       | マカロニ ジーパン そしてテキサス | 長野洋                     | 竹林進   | 西山署長：平田昭彦 水沢絵理：真屋順子 杉田秀明、板川裕二、森本三郎 斉慶徳：天本英世 早見淳(回想)：萩原健一、柴田純(回想)：松田優作 |
| 第117話 | 10月11日      | 父と子の再会                     | 小川英 六鹿英雄 四十物光男 | 山本迪夫 | 梶大作：宍戸錠 成島：森山周一郎、梶和男：大和田獏、竜神会組員：武藤章生 三田の部下：小倉雄三、森本三郎、佐藤明美、菅原慎予、セキトラ カーアクションプロ(関虎実) 三田象山：内田朝雄 |
| 第118話 | 10月18日      | 信じあう仲間                     | 長野洋                     | 山本迪夫 | 長山久子：浅野ゆう子 大高英夫：富川澈夫 高松政雄、情報屋：池田生二 本庁刑事：勝部義夫、山下健一：大宮幸悦、坂上千恵子、セキトラ カーアクションプロ(関虎実) 土井警部：波多野憲 |
| 第119話 | 10月25日      | 厳しさの蔭に                     | 長野洋                     | 竹林進   | 長山久子：浅野ゆう子 福島：藤岡重慶 高岡雄一：小野進也 晴海勇三、生田くみ子、西井保：中村孝雄 佐伯公安官：松尾文人、会社社長：加藤茂雄、鑑識課員：今井和雄、武内輝雄、直木みつ男 |
| 第120話 | 11月1日       | 拳銃の条件                       | 小川英 四十物光男          | 竹林進   | 長山久子：浅野ゆう子 西山署長：平田昭彦 弘：小原秀明、古谷：石丸博也 上野綾子、武部秋子、脇山誓史 森川安信：竹田将二、石崎洋光、厚木つよし |
| 第121話 | 11月8日       | 審判なき罪                       | 小川英 杉村のぼる          | 山本迪夫 | 長山久子：浅野ゆう子 片岡耕吉：梅野泰靖 吉田春夫：下条アトム、井口昇：石田信之 内藤安彦、今野鶏三 アパート管理人：山田禅二、近所の住人：門脇三郎、宇留木康二、菊地正嗣、披岸喜美子、記平佳枝、ベッドハウスの若い男：綿引洪 |
| 第122話 | 11月15日      | 信念に賭けろ!                    | 長野洋                     | 竹林進   | 長山久子：浅野ゆう子 小林道代：武原英子 上田：園田裕久、木村巡査部長：西川敬三郎、山口雅樹 美山ゆみ、浅野謙次郎、橋本恵美子、太田江美、永谷悟一 西山署長：平田昭彦 |
| 第123話 | 11月22日      | 孤独のゲーム                     | 鎌田敏夫                   | 竹林進   | 長山久子：浅野ゆう子 由美子：佐藤友美 河村宏治：井上博一、木村政次：黒部進 山中幸子：西恵子、水野麻理子：高橋ひとみ 湊俊一、伊藤豪、都家歌六、安藤純子 |
| 第124話 | 11月29日      | 仰げば尊し                       | 田波靖男 安斉あゆ子 小川英 | 小澤啓一 | 長山久子：浅野ゆう子 田村正俊：松村達雄 長戸：柳生博、山口勇：千葉裕 山口の仲間の女：愛田純、野瀬哲男 八木和子、小海とよ子、奥村真吾 |
| 第125話 | 12月6日       | 友達                             | 鎌田敏夫                   | 山本迪夫 | 長山久子：浅野ゆう子 八木英之：小倉一郎 若葉荘大家：長浜藤夫、高宮啓子：高木彩、主婦：吉田未来 相田光輝：綿引洪、平林喜美江：加藤真知子、高山秀雄 田川恒夫、栄寿司店員：内藤栄造、岸野小百合、岩崎智江、中島公子、矢野勇生 |
| 第126話 | 12月13日      | 跳弾                             | 金子成人                   | 小澤啓一 | 長山久子：浅野ゆう子 西山署長：平田昭彦 浦林広美：志摩みずえ、石川実：保積ペペ 浦林社長：堺左千夫、沢村伸次：藤井つとむ、セキトラカーアクション 原健二郎：酒井修、井上松雄：沖田駿一 |
| 第127話 | 12月20日      | 非情な斗い                       | 柏倉敏之                   | 山本迪夫 | 岸本和彦：内藤武敏 高井瑛子：皆川妙子、山村高子：町田祥子 |
| 第128話 | 12月27日      | 夢見る人形たち                   | 小川英 杉村のぼる          | 山本迪夫 | 長山久子：浅野ゆう子 沢本和雄：蟹江敬三 加藤直樹：頭師孝雄、倉田次郎：水谷邦久 酒井久美子、井野口一美、飯室康一／倉田の友人：仙波和之、原田正俊：萩原紀 協力：プーク人形劇場、スタジオ・ノーヴァ、人形操作：岡野公夫、中田あつ子、人形指導：佐藤東 |
| 第129話 | 1975年 1月3日 | 今日も街に陽が昇る               | 小川英 大山のぶ代 田波靖男 | 澤田幸弘 | 長山久子：浅野ゆう子 三田明美：原泉／小田：佐藤晴通 老婆：小峰千代子、老婆：本間文子／日高ゆりえ、パレス・サンライズ受付嬢：松井記美江、津路清子 岡泰正、深夜喫茶店主：竹田将二、市村博、毎朝新聞矢追町専売所社員：野瀬哲郎、前田哲郎、山下望 松崎豊作：木田三千雄、老人：浅野進治郎／パレス・サンライズ園長：小鹿番、長島隆一、戸川組幹部：上野山功一                                                                            |
| 第130話 | 1月10日       | 鳩が呼んでいる                   | 柏倉敏之 小川英            | 澤田幸弘 | 長山久子：浅野ゆう子 前川克己：武岡淳一 末永勝：永井政春、亀井三郎、丸三百貨店配送所所長：石山克己 仙波和之、チンピラ：男喧太、伊奈貫太、セキトラ・カーアクションプロ 中谷伸夫：長谷川明男 |
| 第131話 | 1月17日       | 刑事の胸の底には・・・・         | 小川英 杉本容子            | 斎藤光正 | 宮本顕司：若林豪 殿村道子：倉野章子、永田の子分：森下明 佐田淳、若原初子、麻薬ブローカー：ピーター・ウィリアムス、麻薬ブローカー：エンベル・アルテンバイ、セキトラ・カーアクション・プロ 永田社長：蜷川幸雄、久仁子：工藤明子 |
| 第132話 | 1月24日       | 走れ!ナポレオン                  | 田波靖男 小川英 四十物光男 | 斎藤光正 | 江上：速水亮／大野：藤田漸、伴：島もとき 岩沢夫人：上月左知子／相原巨典、本庁刑事：金井進二 河野秘書：勝部義夫、朝倉一、川越たまき、町田幸夫、丸山詠一、春江ふかみ、郵便配達人：今井和雄 本庁刑事：玉川伊佐男、靴磨きの男：田中春男 |
| 第133話 | 1月31日       | 沈黙                             | 長野洋 四十物光男          | 竹林進   | 老婆：夏川静江 沢木勇：永井譲滋 岩田孝太郎：佐竹明夫、川本功：香月淳 高田マンション管理人：中島元、紀南署刑事：高杉哲平、名川貞郎、山口譲 |
| 第134話 | 2月7日        | 正義                             | 鎌田敏夫                   | 竹林進   | 山下等：早川保 山下律子：赤座美代子 加藤刑事：宮川洋一、本庁刑事：灰地順 岸野一彦、村上幹夫、桐原史雄、高瀬ゆり、本庁刑事：松本敏男、益子隆充、藤竹修 |
| 第135話 | 2月14日       | ある敗北                         | 浅井信之 小川英 四十物光男 | 山本迪夫 | 「箱根の人」：宇佐美淳 北山圭介：草薙幸二郎 殺し屋：高杉玄、「アショカ」ママ：桜田千枝子 木浦正人：幸田宗丸、東神電鉄社長：入江正徳、春美：鹿沼えり、伊藤洋子、並木静夫、喫茶店マスター：若尾義昭 |
| 第136話 | 2月21日       | 生命を燃やす時                   | 長野洋                     | 山本迪夫 | 武田夫人：津田京子 武田勝正：園田裕久、矢野宏一：中井啓輔 野崎康江：西朱実、野崎良子：井岡文世 木島進介、崎田憲一：片山滉、西川：小倉雄三、千登宏史、晴海勇三 |
| 第137話 | 2月28日       | ありがとう、テキサス坊や         | 田波靖男 四十物光男        | 竹林進   | 村岡房江：浜美枝 山荘管理事務所事務員：佐藤京一、山荘管理事務所事務員：団巌 山内：石崎二郎、山荘管理事務所事務員：中庸介 竜神会組長：野口元夫、極東観光の女性客：松風はる美、塚田末人、大宮の葬式の受付係：鹿島信哉、大島光幸 |
| 第138話 | 3月7日        | 愛こそすべて                     | 長野洋                     | 竹林進   | 加納三郎：峰岸隆之介 加納真知子：平本晶子 レース場係員：亀井三郎、伊藤：古能成二 木塚商店店主：笹川恵三、木塚章夫：小坂生男、芝さなえ |
| 第139話 | 3月14日       | 墓穴を掘る                       | 播磨幸治                   | 山本迪夫 | 奥原綾子：阪口美奈子、阿川令二：岩崎信忠、菊地三郎：綿引洪 金融会社社長：大森義夫、野崎康江：西朱実、野崎良子：井岡文世 杉本孝次、佐々木研、富山ゆかり、美山ゆみ 長慶子、飯倉京、小牧ゆう、三島千枝 |
| 第140話 | 3月21日       | 故郷の父                         | 桃井章                     | 山本迪夫 | 多田節子：日色ともゑ 多田刑事：小栗一也、信州屋店主：桜井克明、石森武雄 山添多佳子、小田まり、山本哲也、中西一起、松村勉 西村幸一：高橋英三郎、辻義一、星野富士夫、公園の浮浪者：門脇三郎、富永千果子、竜神会組員：戸塚孝、佐藤勝貫、岡田正典 |
| 第141話 | 3月28日       | 無実の叫び                       | 小川英 四十物光男          | 竹林進   | 小谷昇一：長門勇 鹿児島県警捜査部長：稲葉義男 原田圭二郎：曽根晴美、小谷恭子：京春上、横村：上田忠好、宮口弁護士：奥野匡(141話のみ)、殿山浩司：水村泰三(142話のみ) 宮口の秘書：水野谷左絵（141話のみ）、鹿児島県警幹部：北川陽一郎(142話のみ)、林寛一(142話のみ)、浦野和夫(142話のみ)、阿久根正博(142話のみ)、福田しん(142話のみ)、甘栗屋店主：大村千吉(142話のみ)、邦創典(142話のみ)、井上雄介(142話のみ)、小海とよ子(142話のみ) |
| 第142話 | 4月4日        | 真実はどこに?                    | 小川英 四十物光男          | 竹林進   | 小谷昇一：長門勇 鹿児島県警捜査部長：稲葉義男 原田圭二郎：曽根晴美、小谷恭子：京春上、横村：上田忠好、宮口弁護士：奥野匡(141話のみ)、殿山浩司：水村泰三(142話のみ) 宮口の秘書：水野谷左絵（141話のみ）、鹿児島県警幹部：北川陽一郎(142話のみ)、林寛一(142話のみ)、浦野和夫(142話のみ)、阿久根正博(142話のみ)、福田しん(142話のみ)、甘栗屋店主：大村千吉(142話のみ)、邦創典(142話のみ)、井上雄介(142話のみ)、小海とよ子(142話のみ) |
| 第143話 | 4月11日       | 霧の旅                           | 柏倉敏之 小川英            | 児玉進   | 相良：大門正明 朝倉一、田浦製作所責任者：石井宏明 泉芙美子、福田真知子、千葉宏和 鳥井忍、山田太郎、丘広樹 |
| 第144話 | 4月18日       | タレ込み屋                       | 長野洋                     | 児玉進   | 西山署長：平田昭彦 佳代：吉行和子 六：日野道夫、佐竹：杉江広太郎、春美：加藤小夜子 城山順子、宇田川修治：当銀長太郎、粕谷正治、情報屋：池田生二、佐古雅美、中村潤子、晴海勇三 |
| 第145話 | 4月25日       | 決定的瞬間                       | 小川英 杉村のぼる          | 竹林進   | 田島洋子：川口晶 伊藤：中村俊男、町田次郎：沖正夫、由希子：関根世津子 湊俊一、和田達也、片山智博、志村信行、新倉文男 田中清一、市川憲光、謙昭則、近藤晃彦、野口すみえ |
| 第146話 | 5月2日        | 親と子のきずな                   | 柏倉敏之 小川英            | 竹林進   | 梶原茂夫：東野勝彦 石塚まさ：野村昭子、浅井敏江：八木昌子 梶原茂夫の父：永井柳太郎、立川紀夫：山本昌平 梶原彰：本島一宏、光ストア警備員：竹田将二 |
| 第147話 | 5月9日        | 追跡!拳銃市場                    | 田波靖男 小川英 四十物光男 | 児玉進   | 川田五郎：剛達人 拳銃密造組織幹部：松原光二、川田の愛人：藤山律子、石川弘：千葉裕 石川の恋人：愛田純、医師：永谷悟一、竹田寿郎、拳銃発砲犯：戸塚孝 西内章、暴力団構成員：新井一夫、暴力団構成員：森下明、永野和彦 |
| 第148話 | 5月16日       | 友情                             | 長野洋                     | 児玉進   | 三沢俊彦：下塚誠、山上：畠山麦、タケシ：竹尾智晴 城東大学柔道部員：亀谷雅彦、城東大学柔道部員：朝倉隆、城東大学柔道部部員：宮内博史（宮内淳テスト出演） 愚連隊メンバー：佐久間宏則、愚連隊のメンバー：藤田漸、愚連隊のメンバー：東条道夫 城東大学事務長：松尾文人、重村博子、山口真理子、東治幸 |
| 第149話 | 5月23日       | 七曲藤堂一家                     | 鎌田敏夫                   | 竹林進   | 宮野麻里子：服部妙子、宮野陽一：住吉正博、古沢和江：原田あけみ 今井正彦：小林尚臣、城北署刑事：永井玄哉、城北署刑事：大矢兼臣、井上由紀夫 野路きくみ、宇乃壬麻、鑑識課員：今井和雄、森本三郎、上木美佳 神原検事：中谷一郎 |
| 第150話 | 5月30日       | わかれ                           | 小川英 四十物光男          | 竹林進   | 寺岡理恵：真野響子 高畑幸三：新田昌玄 西怜子（大友道子）：三条泰子 沢田：矢野宣、芦葉京子、峰恵研、チンピラ：吉中正一 |
| 第151話 | 6月6日        | 刑事の妻                         | 小川英 加賀美しげ子        | 小澤啓一 | 小林道代：武原英子 小野幸子：二宮さよ子 山村高子：町田祥子、小野勝：五木繁則、小林静子：露原千草 吉田柳児、スーパーマーケット警備員：広田正光、丸山詠二、東陽画廊店員：鹿島信哉、湯川尚子、前田未来 |
| 第152話 | 6月13日       | 勇気                             | 長野洋                     | 小澤啓一 | 町田正二：下条アトム 大里夫人：根岸明美、大里浩平：佐竹明夫 水森：矢野間啓二、舘野：河村憲一郎 中岡：石山克己、大里政美：本木紀子、泉よし子、林寛一 |
| 第153話 | 6月20日       | モナリザの想い出                 | 田波靖男 小川英            | 児玉進   | 村松巌：根上淳 戸川社長：穂積隆信、中沢みさ子：桜田千枝子、村松聡子：藍とも子 今井課長：入江正徳、中沢保夫：大山豊、矢野宏、岡本隆、岡田正典 若原初子、河合良子、永野明彦、岩瀬ゆう子、榎本英樹、小松理枝 |
| 第154話 | 6月27日       | 自首                             | 大山のぶ代 小川英          | 児玉進   | 田川幸三：前田吟 田川明子：真山知子、拾い屋の哲：木田三千雄 亀井三郎、朝野和信、トラック運転手：和久井節緒 大宮幸悦、塚田未人、桜井奈美、長藤尚子 |
| 第155話 | 7月4日        | 家族                             | 田波靖男 小川英 四十物光男 | 竹林進   | 上岡一郎：阿藤海、殺し屋：森山周一郎 市村：渥美国泰、会長：神田隆 野崎康江：西朱実、野崎良子：井岡文世、野崎俊一：石垣恵三郎 鈴木伸郎、殺し屋：戸塚孝、殺し屋：森下明 |
| 第156話 | 7月11日       | 刑事狂乱                         | 市川森一                   | 竹林進   | 鮫島勘五郎：藤岡琢也 倉橋律子：五十嵐じゅん 尾崎洋一：山口暁、林理絵 鮫島玉枝：北あけみ |
| 第157話 | 7月18日       | 対決!6対6                        | 小川英 杉村のぼる          | 山本迪夫 | 「クラダ」マスター：田中浩 瀬島充貴、岩本和弘、梶浩昭／大塚朝光、藤原啓也、蔵藤悦典 不動産屋：天草四郎、書店店主：二見忠男 トランク屋店員：みずのこうさく、松尾博：内藤栄造、沖順一郎 |
| 第158話 | 7月25日       | 顔                               | 小川英 杉村のぼる          | 山本迪夫 | 宮口正男（小谷陽一）：小坂一也 菅原照子：西尾三枝子、宮口夫人：斉藤美和 撮影所の俳優：中田博久、高級外車の持ち主：西田昭市／矢追探偵社社長：梶哲也、小谷金属社長室室長：阪脩 目撃者：八代駿、自動車修理工場長：槐柳二、小幡利二 |
| 第159話 | 8月1日        | 海のテキサス                     | 柏倉敏之 小川英            | 小澤啓一 | 中西鉄夫：樋浦勉、竹本雄次：槙健太郎 島津元、寺内保：高橋英三郎 藤竹修、西条貴之 第十一勇勝丸船長：沼田曜一 |
| 第160話 | 8月8日        | 証言                             | 長野洋                     | 児玉進   | 北岡圭介：木村功 北岡直子：白川望美／二宮公平：浜田寅彦 公園の老人：浅野進治郎、疋田：市村昌治、改政社社員：小倉雄三 新井一夫、久保田鉄男、矢野豊、竹田寿郎 |
| 第161話 | 8月15日       | 話したい!                        | 小川英 桃井章              | 児玉進   | 坂東紘：水谷邦久、嘉子：増田佳子 安岡社長：丘寵児、松宮専務：弘松三郎 須藤利男：木島進介、東大二朗 松尾文人、永谷悟一、高松政雄、マエダオートクラブ |
| 第162話 | 8月22日       | したたかな目撃者                 | 田波靖男 小川英 四十物光男 | 小澤啓一 | 堀田四郎：熊倉一雄 上条社長：山本麟一／上条修一：沖田駿一 堀田一郎：水野哲、本田みちこ／大友：稲吉靖司、大前田武、川上大輔 辻義一、風戸祐介／戸川組の殺し屋：小坂生男、森下明、岡田正典 |
| 第163話 | 8月29日       | 逆転                             | 小川英 杉村のぼる          | 竹林進   | 権藤義一：西村晃 今井貴子：堀井永子、川上捜査係長：井上三千男 宮田光、山田貴光 村瀬正彦、夏川圭 |
| 第164話 | 9月5日        | バラの好きな君へ                 | 鴨井達比古                 | 竹林進   | 安田邦明：横光勝彦、伊藤純子：水沢有美 「あき」マスター：中村孝雄、平岡：市川好朗 神山卓三、矢野宏、氷菓問卸屋店主：小高まさる 東都銀行新宿支店長：石井宏明、祐樹秀幸、東都銀行新宿支店行員：大宮幸悦、車邦秀 |
| 第165話 | 9月12日       | 回転木馬の女                     | 畑嶺明 小川英              | 児玉進   | 中原健介：藤巻潤 中原菊枝：金沢碧 松本：永井譲滋／伊達三郎、農夫：里木佐甫良 高木真二、竹内輝二、竜神会組員：戸塚孝／永野明彦、西内章、鈴木輝江、前田オートクラブ |
| 第166話 | 9月19日       | 噂                               | 土門鉄郎 小川英            | 児玉進   | 新川雪江：上村香子 黒木はつ：吉川満子、鷲尾医院院長：加藤和夫 石丸外科病院事務長：増田順司、白石奈緒美、安田：江幡高志 九重ひろ子、松田剣、卯野左右子 |
| 第167話 | 9月26日       | 死ぬな!テキサス                  | 長野洋                     | 竹林進   | 黒木礼二：尾藤イサオ、黒木義一：黒部進 竹腰紗代：三戸部スエ、黒木信三：鍋谷孝喜／竹腰の娘（長女）：小林伊津子、清風荘大家：五月晴子、作業員：だるま二郎 渡辺隆夫：椎谷建治、大井文子、矢野豊／西山健二、黒田英彦、雨宮久美子 セキトラ・カーアクション／マエダ・オートクラブ |

## テキサス&ボン刑事編
| 話数    | 放送日         | サブタイトル               | 脚本                         | 監督     | ゲスト |
| ------- | -------------- | -------------------------- | ---------------------------- | -------- | --- |
| 第168話 | 1975年 10月3日 | ぼんぼん刑事登場!          | 小川英 杉村のぼる            | 竹林進   | 田口刑事の叔母：ミヤコ蝶々 坂口健二：永井秀和、城南署捜査一係長：玉川伊佐男 木村幌、ラリー愛好家：風間杜夫、佐伯健二、直木惣 セキトラ・カーアクション、マエダ・オートクラブ |
| 第169話 | 10月10日       | グローブをはめろ!          | 長野洋                       | 児玉進   | 田口刑事の叔母：ミヤコ蝶々 幸子：田坂都、木下光夫：谷岡行二 星十郎、「WHO」店主：福岡正剛、公園の主：木田三千雄 志水良雄、チンピラ：東条道夫、田中清一、峯田智代、アナウンサー：鹿島信哉、野口ボクシング・クラブ |
| 第170話 | 10月17日       | 再出発                     | 小川英 桃井章                | 児玉進   | 佐野次郎：織田あきら、関口光子：志摩みずえ 川崎：森川正太、田代信男：沢りつお、公園の目撃者：金子勝美 三浦伸、吉田弘子、山田博幸 |
| 第171話 | 10月24日       | 暴走                       | 小川英 杉村のぼる            | 澤田幸弘 | 橋爪利彦：仲谷昇 横山課長：柴田侊彦 橋爪家の家政婦：戸部夕子、吉沢則夫：武岡淳一 葵マンション管理人：木下ゆず子、橋爪京子：宇田川智子、簗正昭、小山武宏、平塚敏夫、桜井弘、佐藤満寿美 |
| 第172話 | 10月31日       | 俺たちの仲間               | 小川英 鴨井達比古            | 澤田幸弘 | 山田二郎：西本裕行 ビジネステレフォンサービス係員：新橋耐子、労務者風の容疑者：井上博一 平岡：高橋明、三橋：苅谷俊介、田畑孝 稲川善一、雑貨屋店主：高杉哲平、犯人：壇喧太、川田：戸塚孝 |
| 第173話 | 11月7日        | 一発で射殺せよ!            | 長野洋                       | 竹林進   | 小林道代：武原英子／西山署長：平田昭彦、矢島明子：木村理恵 運転手：中条静夫／立川：樋浦勉、菅原昌子：加藤小代子 老婆：本間文子、戸川組幹部：中庸介、森正親、木村正平、警官：今井和雄／菅原昌子の父親：加藤茂雄、岩瀬ゆうこ 戸川組組長：内田朝雄                                                                                                   |
| 第174話 | 11月14日       | 星の神話                   | 柏倉敏之 小川英              | 竹林進   | 堀川文子：文野朋子 鶴田：柳生博、堀川正也：佐藤晴通 相川：頭師孝雄、木原経理課長：稲垣昭三、しば早苗 |
| 第175話 | 11月21日       | 偶像                       | 小川英 杉村のぼる            | 山本迪夫 | 山下正吾：石橋正次 誠：山田政直、北川丈太：森大河 石丸院長：五藤雅博、辻村真人、大原の隣人：八代駿、及川塗装店店主：今村源兵 章：小原秀明、スーパーキングスのメンバー：藤田漸、志村信行、南賢治、楠見尚己、新木実 |
| 第176話 | 11月28日       | 狼の街                     | 田波靖男 小川英 四十物光男   | 山本迪夫 | 修：中島久之、修の仲間：中村俊男、修の仲間：藤井つとむ 有藤一郎：田中浩、遠藤剛、尾山秘書：大村文武 村越伊知郎、矢追町派出所の警官：みずのこうさく、池水通洋、モグリの医師：邦創典 |
| 第177話 | 12月5日        | 海に消えたか三億円         | 畑嶺明 小川英                | 児玉進   | 西山署長：平田昭彦 木島健三：大和田伸也 今井警部：波多野憲、五十嵐：柴田昌、江藤良一：関戸純、高橋ひとみ 沖順一郎、市川治、峰恵研、東明鉄工所の守衛：加藤茂雄、作間功、山下啓介 福田真知子、岩田安生、安藤花生、記平佳枝、今村享子、山口：吉中正一、長谷川まゆみ                                                                                  |
| 第178話 | 12月12日       | リスと刑事                 | 田波靖男 小川英 四十物光男   | 竹林進   | 望月：納谷悟朗 ラーメン屋店主：長浜藤夫、リスを飼っている老婆：原ひさ子 植村：渚健二、サブ：おざわなおへい、警察病院医師：相原巨典、小田まり ジェームス：クラウディー・ゲーブル、星野亘、岸野一彦、竹内靖、宇乃壬麻 |
| 第179話 | 12月19日       | 親と子の條件               | 小川英 鴨井達比古            | 竹林進   | 沼田慶三：小瀬格 沼田和枝：立原和美、沼田敏夫：永久勲雄 秋田：山崎猛、大坪日出代、近松敏夫、酒井郷博、森本三郎、岩瀬ゆうこ、日下部光宏 |
| 第180話 | 12月26日       | 訣別                       | 小川英 杉本容子              | 高瀬昌弘 | 八木：関川昇 葛西友子：戸部夕子、村上達夫：堀勝之祐、近松サヨ：東郷晴子 おでん屋台の店主：前沢迪雄、佐藤耀子、スーパーマーケット社員：杉山元、川上大輔、室井宏治 西園寺宏、真田五郎、岩城和男、伊藤健、岡本隆、小幡利二アナウンサー：鹿島信哉 |
| 第181話 | 1976年 1月2日  | 壁                         | 小川英 杉村のぼる            | 高瀬昌弘 | 向井洋子：伊藤めぐみ 南郷総一：稲葉義男、大物政治家：嵯峨善兵、「サンドリア」マスター：守田比呂也 松川浩次：上野山功一、堤昭夫、政治家の秘書：大丸二郎、判事：灰地順 鑑識課員：牧田正嗣、橘社長：松尾文人、山中康司、衣竜快次、斉藤恵子 |
| 第182話 | 1月9日         | ボディガード               | 鎌田敏夫                     | 山本迪夫 | 庄司捜査係長：山内明 今井京子婦警：ビーバー 矢野巡査：中井啓輔、中井刑事：西田健 島村幸生：戸塚孝、高橋義治、タクシー運転手：新井一夫 |
| 第183話 | 1月16日        | 金庫破り                   | 長野洋                       | 山本迪夫 | 堀田鶴吉：大滝秀治 塚原梨江：津田京子、緑アパート大家：町田博子 村上幹夫、名塚新也、石嶋泰介、車邦秀、大曲料理教室社長：大山豊 |
| 第184話 | 1月23日        | アリバイ                   | 深見泰 小川英                | 児玉進   | 田沢社長：安井昌二 小林冴子：鮎川いずみ 京浜観光経理課長：有馬昌彦、桐生かほる、藤城裕士、山田貴光、加藤雅子 田沢家の近所の主婦：東静子、田沢家の近所の主婦：川口節子、渡辺次雄、宍倉るみ、芳賀まり子 |
| 第185話 | 1月30日        | 虹                         | 小川英 加賀見しげ子          | 竹林進   | 水島加代：水沢アキ 藤田茂：加藤和夫、板倉副社長：河村弘二、谷村の共犯：原口剛、浩：大和田獏 梅沢昇、関悦子、逗子とんぼ、医師：片山滉 九重ひろ子、小林テル、吉田義応、三橋洋一、村岡紀子（東宝レコード）、岩井俊司（東宝レコード） |
| 第186話 | 2月6日         | 復讐                       | 鴨井達比古                   | 竹林進   | 早坂和男：日下武史 宮本小児科病院院長：細川俊夫、弁護士：宮川洋一 脇田夫人：市地洋子、三好美智子、脇田良夫：山本紀彦 星ゆう子、遠藤義徳、大川万裕子、汐見直行、大神信、伴藤武、大山経男、森本純一 |
| 第187話 | 2月13日        | 愛                         | 小川英 杉村のぼる            | 児玉進   | 高田三恵子：竹下景子 今井昇（堤健治）：三景啓司、鈴木知子：松川純子、富田浩太郎 林孝一、村瀬正彦、伊藤弘一、旅行代理店店員：別所立木 レコード店店長：西尾徳、星野亘、スーパーマーケット警備員：水橋和夫、宮田光 |
| 第188話 | 2月20日        | 切札                       | 小川英 長野洋                | 児玉進   | 西山署長：平田昭彦 多々良弁護士：岸田森 大町社長：松宮五郎、大町昇：山本聰、吉沢早苗：深田ミミ 糸崎紘一：三田村賢二、海野かつを、龍のり子、手塚敏夫 大町商事社員：篠田薫、菅原慎予、山川みどり、西山三保子 |
| 第189話 | 2月27日        | 人形の部屋                 | 小川英 大山のぶ代 四十物光男 | 児玉進   | 野崎康江：西朱実、野崎良子：井岡文世、野崎俊一：石垣恵三郎 二階堂由香：坂口良子 竹島社長：田中明夫 尾中薬品社長：奥野匡、本郷あきら、西條美波（F・M・G） 安藤純子、ファッションショー関係者：山根久幸、鈴木英介、住職：石川隆昭、山川みどり、山本恵子                                                                                             |
| 第190話 | 3月5日         | パズル                     | 小川英 長野洋                | 竹林進   | 小林道代：武原英子 川井勉：伴直弥、岩田啓介：梅津栄、直木みつ男 大江徹、建部道子、松田章、川井さわ：上野綾子 |
| 第191話 | 3月12日        | 冬の女                     | 畑嶺明 小川英                | 竹林進   | 西島智子：浅野真弓 江原芳輝：辻萬長、秀雄の元恋人：新海百合子 鶴田耕、鈴木恒、「珈琲王国」店長：若尾義昭、神父：大月ウルフ、警官：鹿島信哉 |
| 第192話 | 3月19日        | 2・8・5・6・3              | 小川英 中村勝行              | 児玉進   | 滝田美也子：奈良岡朋子 滝田甲造：北原義郎、飯田治：信実恭介 平田守、故買屋：松本敏男、大杉徹：戸塚孝、酒井賢太郎：小坂生男 |
| 第193話 | 3月26日        | 二人の刑事                 | 小川英 田波靖男 安斉あゆ子   | 児玉進   | 野崎康江：西朱実、野崎良子：井岡文世、野崎俊一：石垣恵三郎 沢村幸雄：成田三樹夫 沢村夫人：浜田ゆう子、戸田武夫：佐藤仁哉 大友恭子：川崎あかね、看護婦：加藤真知子、タクシー運転手：中島元 黒井忠：工藤堅太郎 |
| 第194話 | 4月2日         | 兄妹                       | 小川英 四十物光男            | 竹林進   | 島京子：中田喜子 武上誠：堀内正美、橋本刑事：勝部演之 市川夏江、バスツアー引率者：坂口芳貞、大原百代 京浜倉庫東名トラックターミナル係員：市原清彦、曽根秀介、酒井郷博、室生芙紗子 |
| 第195話 | 4月9日         | ある殺人                   | 小川英 杉村のぼる            | 竹林進   | 三田村宏一：下元勉 三田村弘子：柴田美保子、関口誠一：山下勝也 川辺：増岡弘、溝呂木但、週刊知識社社員：伊東平山 藤竹修、トラック運転手：篠田薫、竹内靖 |
| 第196話 | 4月16日        | 言葉の波紋                 | 桃井章                       | 山本迪夫 | 落合巡査：佐々木勝彦 落合由利子：木内みどり、早田龍三：遠藤征慈 沖順一郎、大谷淳、クリーニング屋店主：松尾文人、食い逃げ犯：大村千吉 モータース社長：八代駿、野村光絵、大林健：吉中正一、山口譲、モータース工員：竹内照雄 |
| 第197話 | 4月23日        | ペスト                     | 永原秀一 峯尾基三 小川英     | 山本迪夫 | 阿部和也：小野進也 大森理事長：小栗一也 北野教授：久富惟晴 奥村真悟、辻義一、荒木肇、村上幹夫 |
| 第198話 | 4月30日        | 死ぬな、ジュン!            | 小川英 田波靖男 四十物光男   | 竹林進   | 岡村：林ゆたか、城南署刑事：阪脩 廣田：金内喜久夫、城南署刑事：安原義人 アパート管理人：奥村公延、松熊信義、東大二朗、音羽久米子 関虎実、畑有理子、井口義享、荒木肇 |
| 第199話 | 5月7日         | 女相続人                   | 小川英 中村勝行              | 澤田幸弘 | 村井圭子：桃井かおり 南郷義隆：松川勉、そば屋店員：野瀬哲男、専務の秘書：柿沼真二 加納健司、小林文彦、志水良雄、「トムソン」マスター：山西道広、「トムソン」店員：清水宏 梶哲也、宮本曠二朗、宮島誠、宍倉るみ、山岡健司 |
| 第200話 | 5月14日        | すべてを賭けて             | 長野洋                       | 竹林進   | 矢島明子：木村理恵 小林道代：武原英子 小林政治：小林昭二 伊藤伸夫：佐藤京一、ホテルTOYO支配人：西田昭市、鑑識課員：牧田正嗣、島田彰 クリーニング屋店主：大山豊、ホテルTOYOボーイ：加藤寿、高橋芳樹、岡戸乃武子、満山恵子 |
| 第201話 | 5月21日        | にわか雨                   | 小川英 田波靖男 柏倉敏之     | 澤田幸弘 | 野崎康江：西朱実、野崎良子：井岡文世、野崎俊一：石垣恵三郎 市村進：柴俊夫、小林刑事：小野武彦 松井登美子：賀川雪絵、桂木梨江、迫田茂：蟹江敬三 古川清：谷本一、折原真紀、朝野和信、猪野剛太郎 篠原大作、杉田明夫、中川明、渡辺巌 |
| 第202話 | 5月28日        | 手紙                       | 小川英 杉村のぼる            | 木下亮   | 三浦正子：結城美栄子 三浦則夫：北条清嗣、阿部一郎：小林尚臣、宮崎：三浦伸一 三浦の麻雀仲間：東条甚太、三浦の元上司：陶隆司、鍵屋主人：久保晶 安藤純子、野村光絵、野本正晴、秋山京子 |
| 第203話 | 6月4日         | 鳩時計                     | 小川英 四十物光男            | 児玉進   | 中村六太郎：大村崑 田中眼科院長：中江真司、高橋芳樹、久本昇 大宮幸悦、新井一夫、荻原紀 |
| 第204話 | 6月11日        | 厭な奴                     | 播磨幸弘                     | 木下亮   | 矢島明子：木村理恵 津川三郎(特別出演)：伊藤雄之助 秋月可奈子：倉野章子、和泉保：幸野直樹、朝倉泰造：高桐真 田代信子、津川夫人：本山可久子、英吉：五藤雅博、弁護士：幸田宗丸 小林勝也、肥土尚弘、福崎和宏、津川の隣人：岸井あや子 |
| 第205話 | 6月18日        | ジョーズ探偵の悲しい事件簿 | 市川森一                     | 児玉進   | 鮫島勘五郎：藤岡琢也 鮫島玉枝：北あけみ 沢田：橋爪功、七曲署巡査：石田太郎、黒井甚八：嵯峨善兵、鮫島常彦：阿部仁志、内海の孫娘：鈴木美江 大井小町、入江正夫、宇都宮英世、山本恵子、麻ミナ |
| 第206話 | 6月25日        | 刑事の妻が死んだ日         | 小川英 鴨井達比古            | 竹林進   | 山村高子：町田祥子 宮田啓子：新海百合子、宮田一彦：柴田昌 曽根隆：高木門、曽根の共犯：福井友信、曽根の共犯：高橋英三郎 大島の上司：入江正徳、矢野宏、医師：片山滉、石橋幸、小沢マユミ、工藤美智子 |
| 第207話 | 7月2日         | 絶叫                       | 畑嶺明 小川英                | 竹林進   | 野崎康江：西朱実、野崎俊一：石垣恵三郎 松木：風間杜夫 河村隆一：倉島襄、新田：清水健太郎、西：兼松隆、中川崇：山田政直 日恵野晃、久保田忠佑、長島隆一、楓出版社編集長：相原巨典 岩名雅記、名塚新也、「ボン」の若者：清水昭博、湯川勉 |
| 第208話 | 7月9日         | ひとり立ち                 | 小川英 杉村のぼる            | 山本迪夫 | 土屋哲：潮哲也 小池：木下清、大崎：柳生博、大崎家の家政婦：水沢有美 土屋の知人：山口哲也、沼波輝枝、作間功、宮寺康夫 谷口久美子、坂大勝也、内田憲一、方言指導：小沢悦子 |
| 第209話 | 7月16日        | 働くものの顔               | 小川英 四十物光男            | 山本迪夫 | 松原みき：服部妙子 山科知子：池田和歌子、川辺幸次：伊吹徹 神田晴夫：永井譲滋、萩原伸二、坂井すみ江、林一夫 取調室のチンピラ：吉中正一、石崎洋光、朝霧鉄工所社員：大宮幸悦、広井由美子、合気道指導：清水健二 |
| 第210話 | 7月23日        | 栄光                       | 小川英 桃井章                | 竹林進   | 斎田俊男：睦五朗 斎田美佐子：真屋順子 上原：松山照夫、RBBテレビ局職員：相原巨典、菊地勇一 |
| 第211話 | 7月30日        | 待伏せ捜査                 | 小川英 田波靖男              | 竹林進   | 西山署長：平田昭彦 神山実：天田俊明 関真理子：伊藤めぐみ 鈴木英介、前原久影、羽生友美 宮坂百合子、ひったくり犯：吉中正一、小坂生男 |
| 第212話 | 8月6日         | 情報                       | 小川英 杉村のぼる            | 小澤啓一 | 矢島明子：木村理恵 有田：石橋蓮司 中本安五郎：谷村昌彦、競艇場の情報屋：江幡高志 岡部：西田健、矢澤：遠藤征慈、森岡：阿藤海 矢追信用金庫南支店長：福岡正剛、老紳士風の情報屋：大村千吉、猪野剛太郎、靴磨きの情報屋：邦創典 朝野謙次郎、森正親、ベッドハウスの男：三重街恒二、和泉喜和子、若原初子                                                 |
| 第213話 | 8月13日        | 正当防衛                   | 小川英 柏原寛司              | 小澤啓一 | 矢島明子：木村理恵 前島満：松橋登 青森署刑事：金井大、城東精機社長：河村弘二、奥村社長：早川雄三 福原秀雄、住職：木田三千雄、農夫：木下ゆず子、「パークサイド」店員：二見忠男 加藤：丹古母鬼馬二、鈴木：中西良太、田山の知人：広田正光、山本武 |
| 第214話 | 8月20日        | 奇妙な友達                 | 播磨幸治                     | 山本迪夫 | 矢島明子：木村理恵 市村雄三：益田喜頓 山口ミミ：坪田直子 市村和子：木村有里、北澤秀雄：清水大敬、永田博丈 伊東しずこ、古能成二、宮沢芳春、菊池外科病院医師：篠原大作 |
| 第215話 | 8月27日        | 七曲署一係・その一日       | 小川英 井筒弥生              | 山本迪夫 | 矢島明子：木村理恵、野崎康江：西朱実、野崎良子：井岡文世 アベ質店主人：中条静夫 保険勧誘員：青木和子、質屋の客：藤江リカ、老婆：田中筆子 根岸盛夫：山下勝也、日野麗子、関悦子 桐原弓子、小島孝夫、信澤三恵子、野沢有紀 |
| 第216話 | 9月3日         | テキサスは死なず!          | 小川英 中村勝行              | 竹林進   | 矢島明子：木村理恵 勝田：鹿内孝 村木甲造：高城淳一、今井：木村豊幸 瀬川：御影伸介、拳銃密売組織の構成員：新海丈夫、中嶋秀生、宮本曠二朗、吉田柳児 拳銃密売組織の構成員：戸塚孝、拳銃密売組織の構成員：吉中正一、拳銃密売組織の構成員：森岡隆見、拳銃密売組織の構成員：荻原紀、大竹義夫 近松敏夫、小林文隆、菊間将雄、尾崎順子、高橋理恵、影山エミ |